# Буруанский язык
Буруа́нский язык (индон. Bahasa Buru) — австронезийский язык, используемый  буруанцами — основной коренной народностью индонезийского острова Буру (индон. Pulau Buru). Сохраняется среди части буруанцев, компактно проживающих за пределами Буру, в частности, на острове Амбон, некоторых других островах индонезийской провинции Малуку (индон. Provinsi Maluku), в столице страны Джакарте, а также в Нидерландах. Общая численность носителей — около 35 тысяч человек, из них более 30 тысяч — на Буру.
Принадлежит к буруанской группе центрально-молуккской ветви центрально-малайско-полинезийских языков. В рамках языка выделяется три диалекта, носителями которых являются одноименные этнические группы буруанцев: ра́на (более 14 тысяч носителей), масаре́те (более 9,5 тысяч носителей) и ваеса́ма (более 6,5 тысяч носителей). Кроме того, часть рана (по разным подсчетам, 3-5 тысяч человек), наряду со своим основным диалектом пользуется так называемым «секретным языком» лигаха́н. Существовавший ранее на западе острова диалект фо́ги в настоящее время считается вымершим, притом, что соответствующая этническая группа по-прежнему существует.
Лингвистическое различие между буруанскими диалектами достаточно невелико. Так, лексическая общность между масарете и ваесама составляет около 90%, между масарете и рана — 88%, между ваесама и рана — 80%.
Близость буруанского с другими языками его группы прослеживается весьма чётко, особенно в случае с диалектом масарете. Так, у последнего прослеживается 68 % лексической общности с языком лисела, 45 % — с языком каели и 44 % — с языком амбелау.
Несмотря на то, что среди буруанцев получает всё большее распространение государственный язык Индонезии — индонезийский, в быту он практически не вытесняет буруанского. От использования родного языка отходит лишь относительное меньшинство носителей — в частности, этническая группа фоги, а также некоторые прибрежные общины, переходящие на амбонский диалект малайского языка, так называемый мелаю амбон (индон. Melayu Ambon) — широко распространенный на Молуккских островах в качестве лингва-франка (фактически представляет собой упрощенный индонезийский язык с той или иной долей местной лексики).
В отличие от других языков коренных народностей Буру, таких, как лисела и каели, буруанский язык имеет письменность — латиницу — которая реально употребляется его носителями. Так, в частности, буруанцы-христиане пользуются при богослужениях фрагментами Библии на родном языке, первые переводы которых были выполнены нидерландскими миссионерами ещё в 1904 году.
Наиболее существенные исследования буруанского языка были проведены в 1980-е супругами Чарлзом (англ. Charles E. Grimes) и Барбарой (англ. Barbara Dix Grimes) Граймсами — австралийскими миссионерами и этнографами, активными участниками организации SIL International (не путать с Джозефом (англ. Joseph E. Grimes) и Барбарой (англ. Barbara F. Grimes) Граймсами, родителями Чарлза, также известными австралийскими этнографами).